# بادى أوهارا (فلم)
بادي أوهارا هو فيلم مغامرات صامت أمريكي صدر عام 1917 من إخراج والتر إدواردز وبطولة ويليام ديزموند وماري ماكيفور وروبرت مكيم .  تم تصميم ديكورات الفيلم من قبل المخرج الفني روبرت برونتون .

## الطاقم
- ويليام ديزموند في دور بادي أوهارا
- ماري ماكيفور في دور السيدة ماريسكا
- روبرت ماكيم في دور الكونت كارلوس
- جوزيف جيه داولينج في دور الكونت إيفان داربايا
- والت ويتمان في دور الراهب

## فهرس
- روبرت ب. كونلي. الأفلام الصامتة: أفلام روائية صامتة، 1910-1936، المجلد 40، العدد 2 . مطبوعات ديسمبر، 1998.

## روابط خارجية
- بادى أوهارا  في قاعدة بيانات الأفلام على الإنترنت (بالإنجليزية)